# Rock im Park 2001
Rock im Park 2001 ist ein Video- und Livealbum der US-amerikanischen Nu-Metal-Band Limp Bizkit. Es erschien am 28. März 2008 über die Labels Cargo Records sowie Charly Films und wurde am 1. Juni 2001 beim Auftritt der Band auf dem Festival Rock im Park im Frankenstadion in Nürnberg aufgenommen.

## Inhalt
Das Album enthält überwiegend Live-Interpretationen von Liedern der beiden zuvor veröffentlichten Studioalben Chocolate Starfish and the Hot Dog Flavored Water (acht Songs) und Significant Other (vier Tracks). Lediglich das Stück Faith stammt vom ersten Album der Band (Three Dollar Bill, Yall$). Außerdem sind Coverversionen der Titel Master of Puppets der Metal-Band Metallica und I Would for You der Alternative-Rockgruppe Jane’s Addiction enthalten.

## Covergestaltung
| Professionelle Bewertungen | Professionelle Bewertungen |
| -------------------------- | -------------------------- |
| Kritiken                   |                            |
| Quelle                     | Bewertung                  |
| allmusic                   | [ 2 ]                      |

Das Albumcover zeigt ein schwarz-weißes Foto der Band, wobei Fred Durst in Richtung Kamera greift. Das Bild ist umrahmt von den schwarzen Schriftzügen Limp Bizkit und Rock im Park 2001. Oben links befindet sich das Logo von Limp Bizkit. Der Hintergrund ist in Weiß gehalten.

## Titelliste
| #  | Titel                      | Länge | Album                                             |
| -- | -------------------------- | ----- | ------------------------------------------------- |
| 1  | Hot Dog                    | 4:00  | Chocolate Starfish and the Hot Dog Flavored Water |
| 2  | Show Me What You Got       | 4:13  | Significant Other                                 |
| 3  | Break Stuff                | 4:16  | Significant Other                                 |
| 4  | The One                    | 5:13  | Chocolate Starfish and the Hot Dog Flavored Water |
| 5  | Livin’ It Up               | 6:29  | Chocolate Starfish and the Hot Dog Flavored Water |
| 6  | My Generation              | 4:33  | Chocolate Starfish and the Hot Dog Flavored Water |
| 7  | Re-Arranged                | 5:09  | Significant Other                                 |
| 8  | Master of Puppets          | 1:42  | Coverversion von Metallica                        |
| 9  | Faith                      | 2:25  | Three Dollar Bill, Yall$                          |
| 10 | Full Nelson                | 4:44  | Chocolate Starfish and the Hot Dog Flavored Water |
| 11 | My Way                     | 4:21  | Chocolate Starfish and the Hot Dog Flavored Water |
| 12 | Nookie                     | 6:49  | Significant Other                                 |
| 13 | I Would for You            | 5:22  | Coverversion von Jane’s Addiction                 |
| 14 | Take a Look Around         | 5:36  | Chocolate Starfish and the Hot Dog Flavored Water |
| 15 | Rollin’ (Air Raid Vehicle) | 3:41  | Chocolate Starfish and the Hot Dog Flavored Water |

Bei der DVD+CD-Version ist zusätzlich eine CD mit denselben Liedern in gleicher Reihenfolge enthalten.